# Odznaka „Za zasługi w zwalczaniu powodzi”
Odznaka „Za zasługi w zwalczaniu powodzi” – polskie odznaczenie cywilne nadawane początkowo przez premiera, następnie ministrów.
Odznaka „Za zasługi w zwalczaniu powodzi” została ustanowiona uchwałą Rady Ministrów z 17 lutego 1961. Odznaka posiadała dwa stopnie: złota i srebrna i była nadawana przez Prezesa Rady Ministrów. Opis odznaki został określony zarządzeniem Prezesa Rady Ministrów z 11 października 1961.
Uchwałą z 10 kwietnia 1973 Rada Ministrów uchyliła poprzednie przepisy i na nowo uchwaliła odznakę „Za zasługi w zwalczaniu powodzi” jako dwustopniowe odznaczenie resortowe. Opis odznaki został określony zarządzeniami ministra rolnictwa z 22 maja 1973 i ministra – kierownika Urzędu Ochrony Środowiska i Gospodarki Wodnej z 7 kwietnia 1984.
Uchwała z 1973 została uchylona z dniem 30 marca 2001 ustawą z 22 grudnia 2000 i tym samym nadawanie Odznaki zakończono.

## Zasady nadawania
Odznaka mogła być nadawana:
- osobom, które w bezpośredniej akcji zapobiegania i zwalczania powodzi wyróżniły się, niosąc ofiarną pomoc zagrożonej lub dotkniętej powodzią ludności oraz ratując mienie społeczne,
- pracownikom organów gospodarki wodnej (od 1973: pracownikom resortu rolnictwa oraz pracownikom innych resortów), którzy w związku z akcją przeciwpowodziową wyróżnili się w ofiarnym i rzetelnym wypełnianiu swoich obowiązków,
- od 1967: jednostkom Ludowego Wojska Polskiego, Milicji Obywatelskiej, Ochotniczej Rezerwy Milicji Obywatelskiej i Straży Pożarnych oraz innym państwowym, spółdzielczym i społecznym jednostkom organizacyjnym za ofiarną pomoc i wybitne zasługi przy zapobieganiu i zwalczaniu powodzi.

Odznakę w pierwotnej wersji, od 1961 nadawał Prezes Rady Ministrów. Od 1973 odznakę nadawał minister rolnictwa, a po zmianach w 1984, minister – kierownik Urzędu Ochrony Środowiska i Gospodarki Wodnej. Odznaka mogła być nadana również pośmiertnie (przed 1973 – tylko gdy śmierć nastąpiła w wyniku czynnego udziału w akcji przeciwpowodziowej).
Premier, a następnie minister mógł pozbawić odznaki w razie stwierdzenia, że jej nadanie nastąpiło w wyniku błędu albo że osoba wyróżniona dopuściła się czynu, wskutek którego stała się niegodna tej odznaki. Koszty związane z nadawaniem odznaki pokrywano z budżetu ministerstwa. Zarządzenie przewidywało, że wnioski o nadanie odznaki "powinny być opracowane z dużą wnikliwością i poważną oceną zasług oraz uzgodnione z organizacjami społecznymi i politycznymi".

## Opis odznaki
Odznaka miała kształt okrągłego medalu o średnicy 40 mm. Awers przedstawia klęczącego na prawym kolanie mężczyznę, osłoniętego przed uderzającymi falami wody, z rękami wzniesionymi w kierunku fal, a za nim dwa budynki: u góry fabryczny, u dołu mieszkalny. W otoku odznaki znajduje się napis: ZA ZASŁUGI W ZWALCZANIU POWODZI. Odwrotna strona odznaki jest gładka. Odznaka wykonana jest ze stopu metali i pokryta złotem lub srebrem w zależności od jej stopnia.
Odznaka pierwotnie (według zasad z 1961 i 1973) była zawieszona przy pomocy otwartego od góry wieńca laurowego na metalowej zawieszce w kształcie odwróconego trapezu. Baretka była pokryta dwoma poziomymi paskami zielonej emalii. Od 1984 wprowadzono odznakę zawieszoną na wstążce ciemnoniebieskiej o szerokości 30 mm, z czerwono-czarnymi paskami o szerokości po 8 mm, oddalonymi o 4 mm od krawędzi boku.
Odznakę noszono początkowo na prawej stronie piersi, a od 1984 na lewej stronie, w kolejności za odznaczeniami państwowymi.